# 卡尔·威廉·莫里茨·斯内特拉格
‌卡尔·威廉·莫里茨·斯内特拉格（德語：Karl Wilhelm Moritz Snethlage，又作Carl Wilhelm Moritz Snethlage；1792年9月23日—1871年2月17日），自1846年起姓氏称冯·斯内特拉格，是一位德国福音派神学家，晚年担任普鲁士王国的王室首席宫廷牧师。他是德国共产主义思想家弗里德里希·恩格斯的姑父。
卡尔·威廉·莫里茨·斯内特拉格出生于哈姆，是教育家伯恩哈德·莫里茨·斯内特拉格和其妻、牧师之女约翰娜·克里斯蒂娜·路易莎·阿亨巴赫之子。1821年9月23日，他与巴门工厂主约翰·卡斯帕·恩格斯的女儿路易丝·恩格斯结婚。而约翰·卡斯帕·恩格斯的儿子弗里德里希·恩格斯，早在1819年就与伊丽莎白·弗兰齐丝卡·毛里蒂娅·范·哈尔结婚，后者是教育家盖尔哈特·伯恩哈德·范·哈尔的女儿、卡尔·威廉·莫里茨·斯内特拉格的表亲以及马克思主义创始人之一弗里德里希·恩格斯的母亲。因此，卡尔·威廉·莫里茨·斯内特拉格与弗里德里希·恩格斯之间存在双重亲属关系，他还是恩格斯于1821年1月18日受洗时的教父，并多次关心恩格斯的人生道路。他去世于柏林。